# 윌러드 E. 퍼프
윌러드 E. 퓨(Willard E. Pugh, 영어 발음: /pjuː/, 1959년 6월 16일 ~ )는 미국의 배우이다.
멤피스에서 태어났다.

## 영화
- 메이킹 체인지 (2012년)
- 에이리언 토네이도 (2012년) - 놈 맥케이 역
- Kings of the Evening (2008) - 헨리 니콜슨 역
- 어게인스트 아만다 (2000년)
- 프로제니 (1999년)
- 스포일러 (1997년)
- 에어 포스 원 (1997년)
- 언더 더 훌라 문 (1995년) - 듀안 역
- 조종자 5 (1994년)
- CB4 (1993년)
- 가이버 (1991년)
- 천국으로 가는 장의사 (1991년)
- 로보캅 2 (1990년) - 쿠작 역
- 트랙스 (1988년)
- 메이드 인 헤븐 (1987년)
- 젊은 분노 (1986년)
- 공포의 휴가길 2 (1985년)
- 변칙 플레이 (1985, Moving Violations)
- 컬러 퍼플 (1985년) - 하포 역